# گوش (ایزد)
گوش یا گوشوروَن یا  گِئوش یا گئو یا سیاگالش شماری از نام‌های ایزدبانوی نگهبان چارپایان و ناظر رفاه جانوران است.
گَاوش اوروَن خدای‌بانوی نگهبان چهارپایان مفید است که تخمه آنان را از ماه می‌گیرد و به زمین می‌فرستد. دْرَواسپَ نام دیگر اوست که ایزدبانوی حامی چهارپایان، به‌ویژه اسبان است.
در یسنا هات ۲۶ روانِ گوشَ نیک کُنشی مورد ستایش قرار گرفته‌است. یشتی از کتاب یشت‌ها به نام گوش‌یشت یا درَواسپَ یشت در ستایش این ایزد است.
ابوریحان بیرونی در آثار الباقیه آورده: روز چهاردهم (ماه دی) روز گوش است که آن را سیرسور نیز می‌نامند. در این روز ایرانیان سیر و شراب می‌خورند و سبزی‌ها را با گوشت‌هائی که استعاذه از شیطان بر آن خوانده‌اند، می‌پزند و سبب این است که شیاطین (دیوان) را که پس از قتل جمشید چیره شده‌بودند، مردم ایذاء آنان را دفع کردند و از قتل جمشید حزین گشتند و سوگند یاد کردند به چربی نزدیک نشوند و اینکار در ایشان سنت ماند. ایزد گوش از همکاران امشاسپند بهمن، ماه و رام است. به گفتهٔ بندهش گیاه میزورس به ایزد گوش تعلق دارد.

## نام‌شناسی
روز «گوش» نام این ایزد در اوستا «گئوش» آمده به چم «جهان». چهاردهمین روز هر ماه با این ایزد در پیوند است.  ایزد گوش نگهبان همه جهان هستی است. واژه‌ی «گِوش» یا «گئوش» بارها در «گات‌ها» (سروده‌های اشوزرتشت)، در «اوستا» و در نوشته‌های پهلوی آمده است. واژه‌ی گئوش، چند معنا دارد. این واژه به معنای «گیتی» و «گزیده آفرینش» و از سویی دیگر به معنای «گاو» است، البته این معنا یعنی گاو نیز در استوره‌های ایرانی، همان «آفریده»  یا گیتی است. گوش یا گئوش در اوستا هم به معنی گاو و هم به معنی گیتی آمده است. «اورو» نیز  كه به معنی روان است همراه با واژه‌ی گئوش، معنی روان جهان یا روان گاو را می‌رساند. «گِئوش‌اوروَن» نگاهدار گله‌ها و چارپایان سودمند است. گاو در اسطوره‌ها، نماد گیتی است و از دیدگاه فلسفی نماد زندگی دنیوی و خاكی است. واژهٔ درواسپ یا درواسپا آمیخته از دو بخش «درو» و «اسپ» است: معنی بخش دوم آشکار است و بخش نخست (در اوستا درو و در پارسی باستان دوروو) نیز به معنی بهروزی و تندرستی است؛ بنابراین درواسپ یعنی «دارندهٔ اسب تندرست».

## گوش یشت
بند ۱و ۲ درواسپ یشت در ستودن ایزدبانوی نگهبان تندرستی اسبان است.  در این یشت به گاو نگاه ویژه شده است. این رویکرد به اندازه‌ی است که نام ایزد نگهبان جانوران سودمند از واژه گاو گرفته شده است. شاید این نگاه به انگیزه کارآمدتر بودن گاو در میان سایر چارپایان باشد. تا جایی که هنوز پارسیان کشتن گاو و خوردن گوشت آن را بر خود ناروا می‌دانند.
در بند ۳ تا ۳۳ درواسپ یشت از شاهان و پهلوانان و کسانی یاد شده است که برای این ایزدبانو کُرپانی کرده، از او یاری و همچنین اسب‌های قوی پیکر و تندرست درخواست می‌کنند؛ کسانی مانند هوشنگ، جمشید، فریدون، هوم (هم به ایزد هوم نشان دارد و هم به صورت شخصیت‌یافت او در داستان کیخسرو و افراسیاب)، کیخسرو، زرتشت و کی‌گشتاسب.

## سیاگالش
ایزد سیاگالش از جمله دیگر نام‌های ایزد گوش یا گئوشورون است که در بین مردمان تالش و غرب و جنوب غرب دریای خزر رواج دارد. شگفت این که در بین مردمان گوشه و کنار کشور ایران ، اسطوره سیاگالش فقط در فرهنگ تالشان و گالشان باقی مانده و اعتقادات مربوط به این فرشته ظاهراً در دیگر جاها خیلی وقت پیش از خاطره‌ها زدوده شده‌است.
پژوهشگری راجع به سیاگالش در فرهنگ کوهنشینان گیلان می نویسد : "سیاگالش ، نام چوپانی جنگلی است که نیمه وحشی است. با سایر مردم آمیزش ندارد و گله ی گاو وحشی به دنبال دارد. محل اختفای او در جنگل ، معروف است که پناهگاه جانوران است. در قلمرو او نباید به حیوانی آزار برسانند یا شکار کنند. کسی که جرات این گستاخی را داشته باشد ، سیاگالش او را کیفر می رساند ، خوف و وحشت در جانش می ریزد. چه بسیار دیده شده‌است شکارچی به اعتقادی که شبانگاه به دنبال جانوران به محوطه خیالی سیاگالش رفته‌است. به هنگام سپیده دم ، مرده این صیاد را پیدا کرده‌اند ، در حالی که از وحشت چشمانش از حدقه بیرون گشته است یا آن کسان که جانوران را آسیبی می رسانند ، بدبختی دامن گیرشان شده و زندگیشان به تباهی کشیده شده‌است. در ضمن معروف است که روز جمعه بازار ، سیاگالش به هیئت پیرمردی در این بازار حضور می یابد و کره یا ماست می فروشد. هر کس از او کوزه‌ای ماست یا قالبی کره بگیرد ، این محصولات هرگز در خانه تمام نمی‌شود. به نظر جنگل نشینان ، سیاگالش ممکن است به شکل حیوانی در آید به هیبت گاوی درشت چشم، تیز سم، بلند شاخ یا ورزای پر هیبت میانسالی جلوه نماید."

## گوشوروَن
در زمان شاهنشاهی ساسانی هر بیگانه‌ای که وارد خاک ایران می شده‌است بایستی میان ۷ تا ۱۰ روز در قرنطینه به سر می بُرد تا اگر مبتلا به بیماری‌های مسری بوده آن را با خود وارد ایران نکند. در طی این مدت به آن شخص ادرار گاو می‌خوراندند که محتوی آمونیاک است و نقش ضدعفونی‌کننده دارد.

گل گوش روز (میزورس)- درخت Hawthorn - زالزالک یا گل میسوری
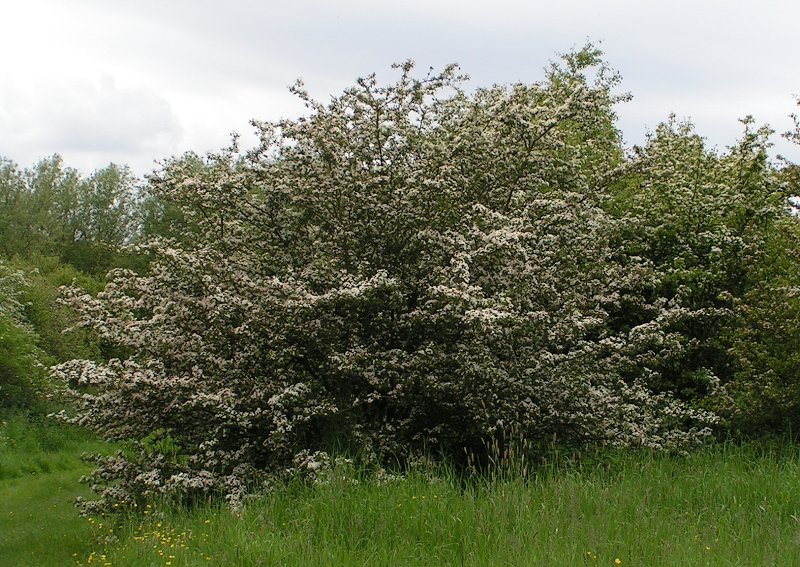
درخت
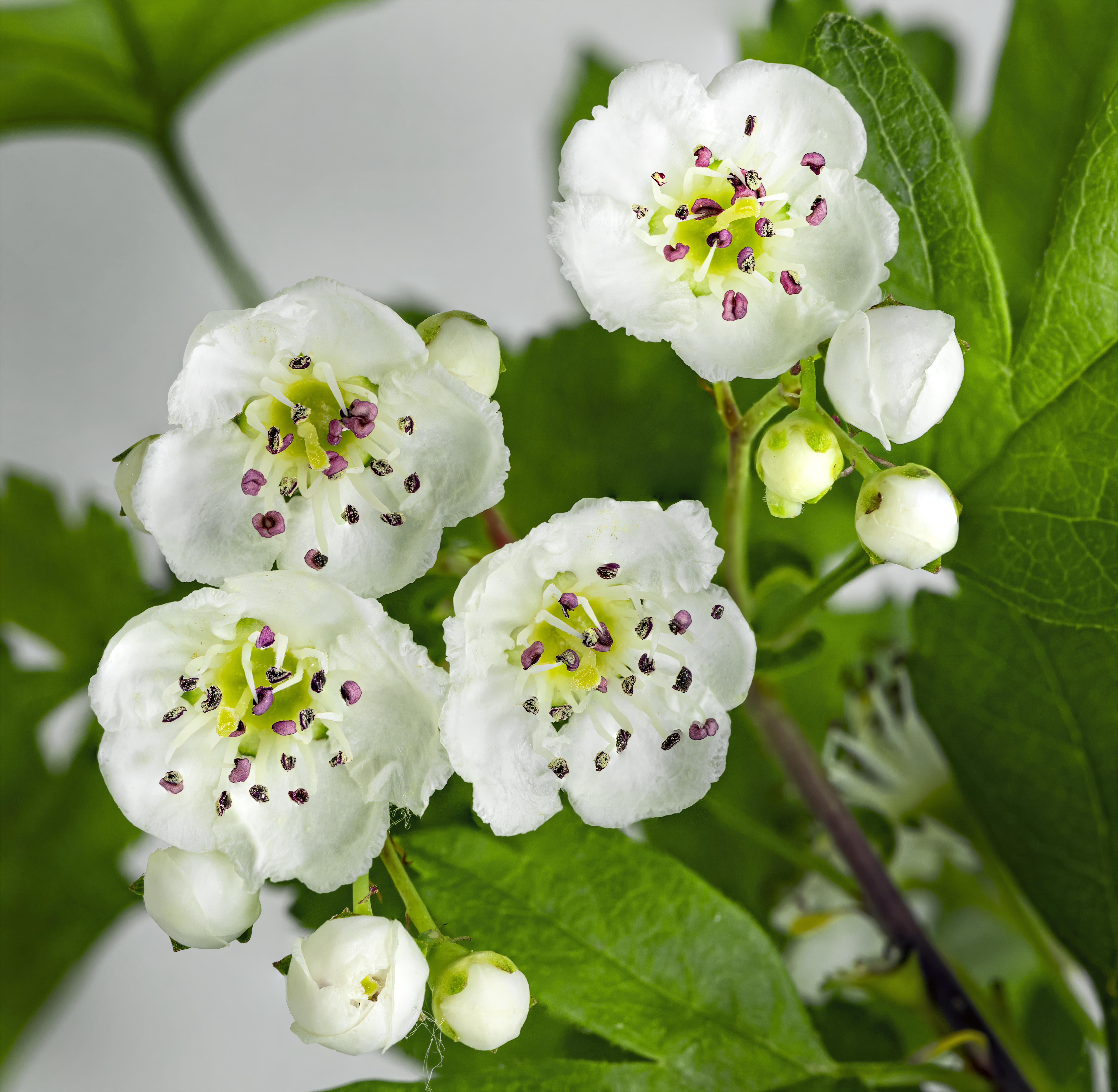
شکوفه زالزالک - ولیگ
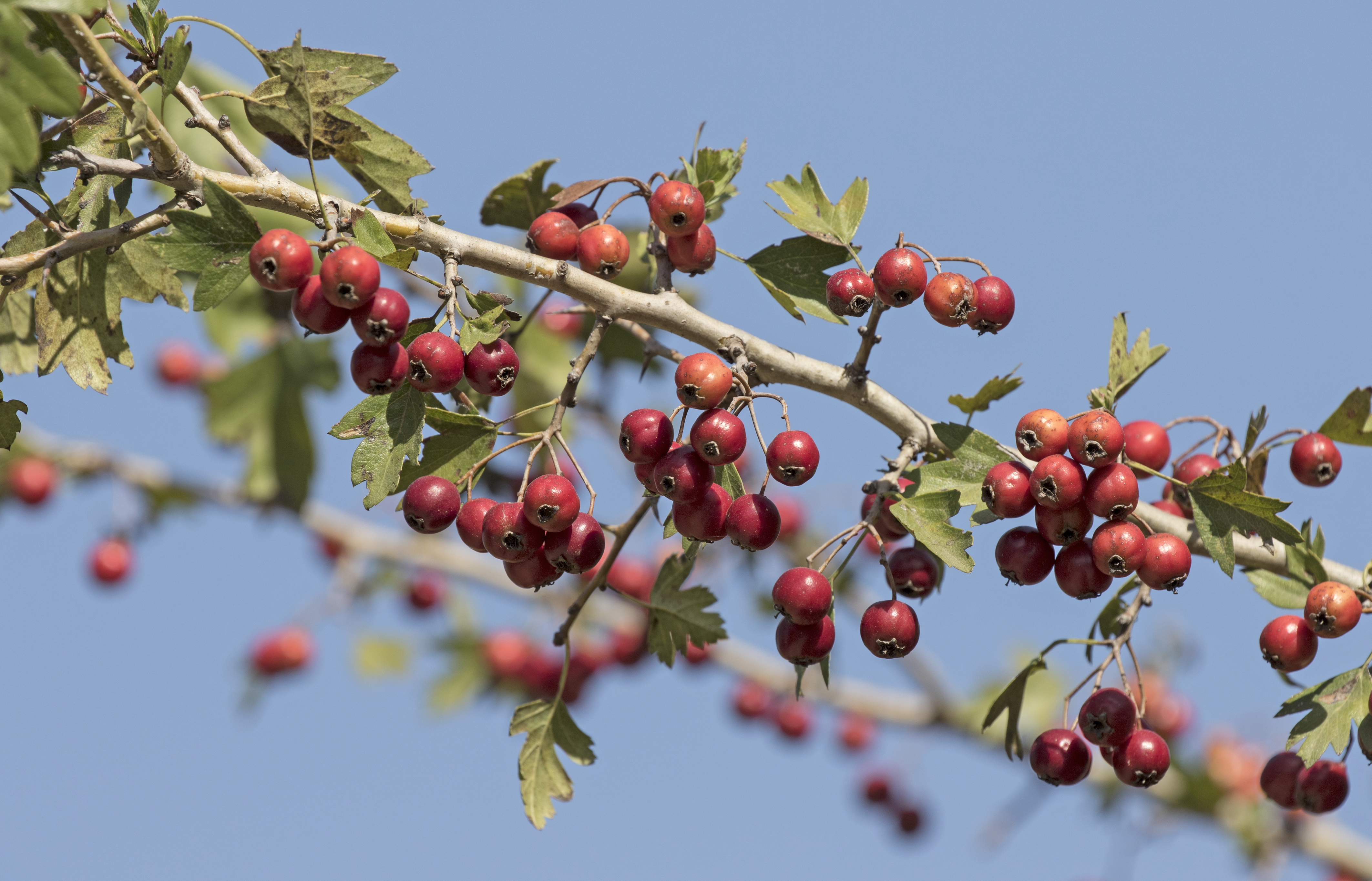
میوه زالزالک
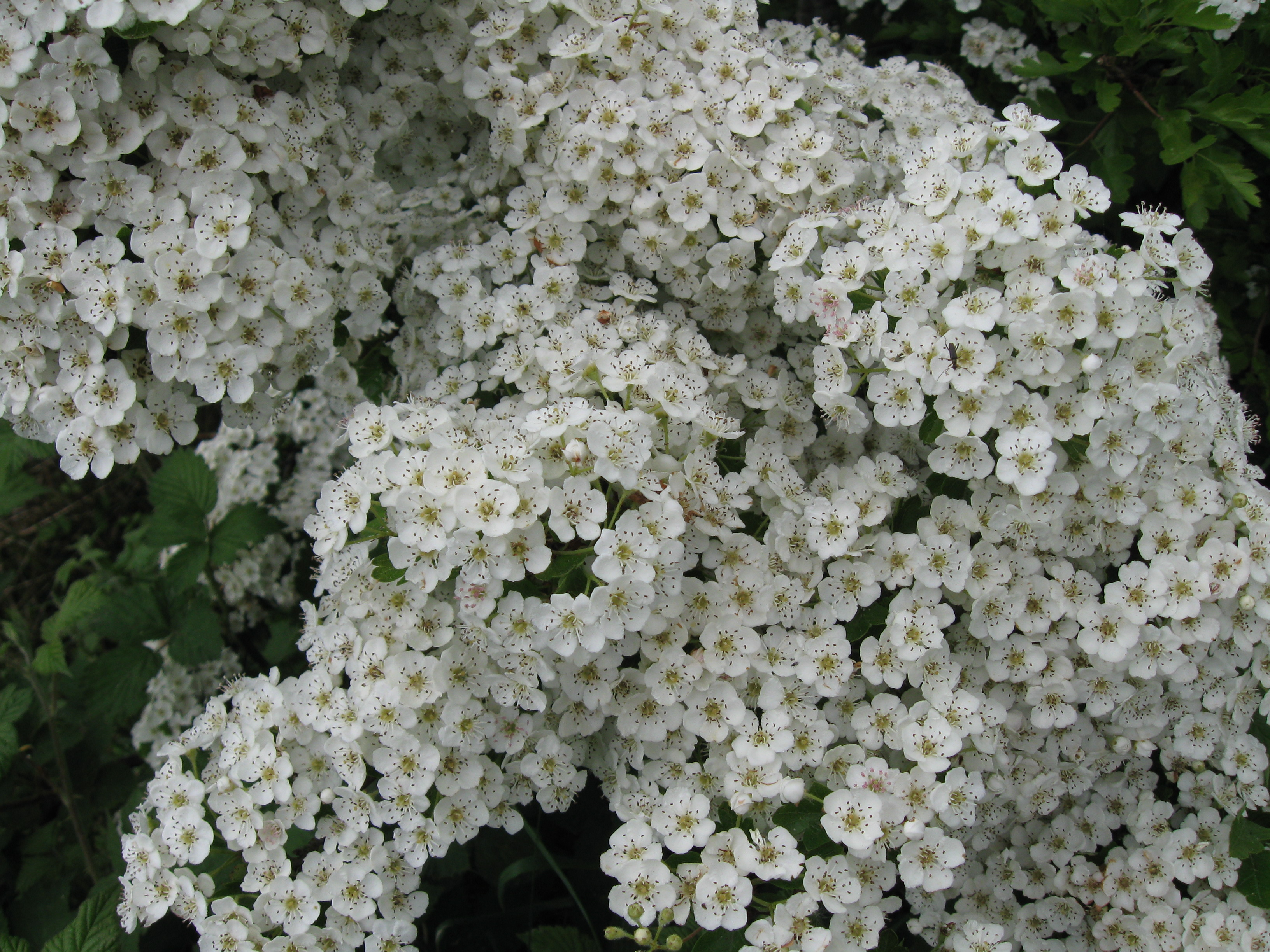
شکوفه
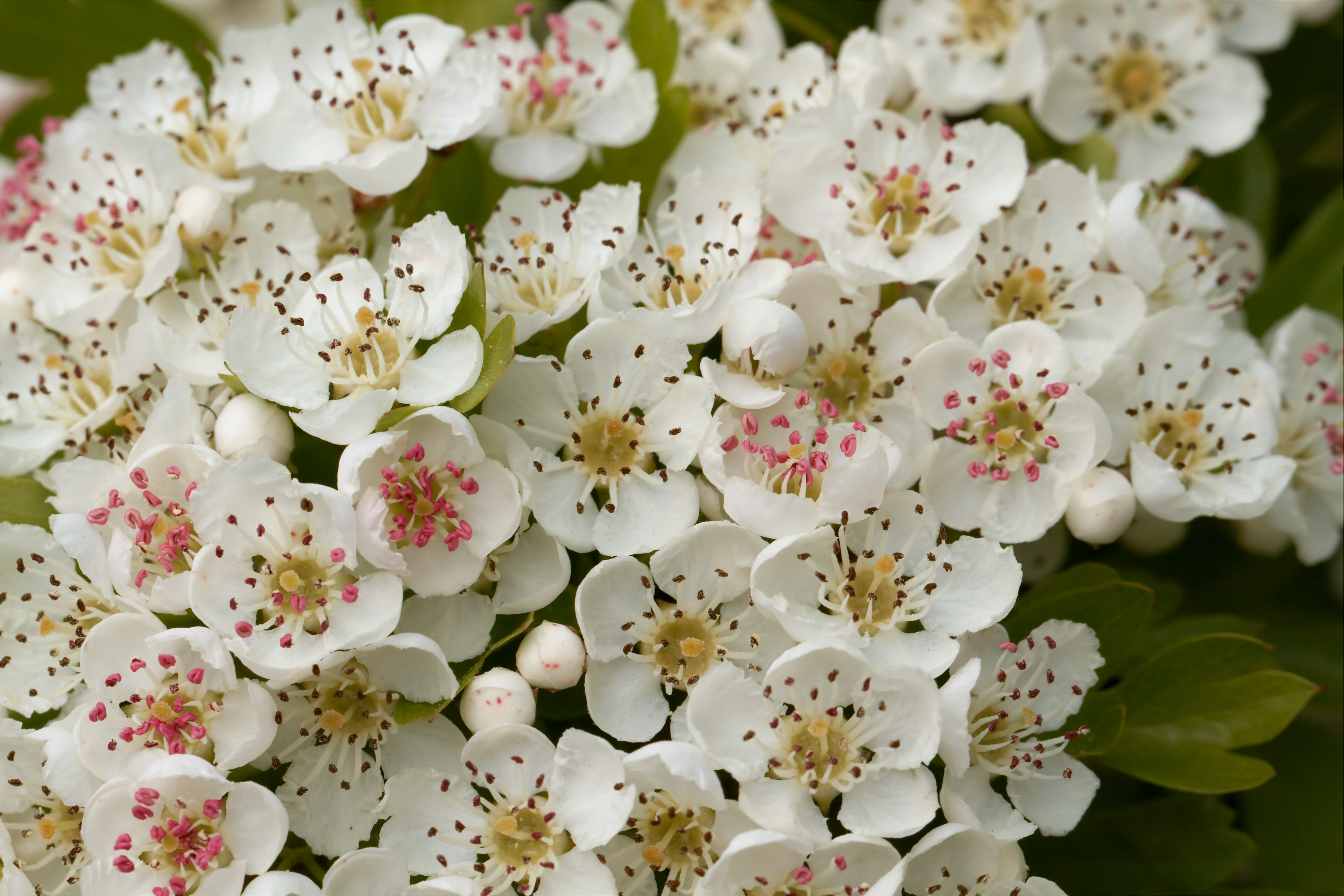
شکوفه صورتی و قهوه ای
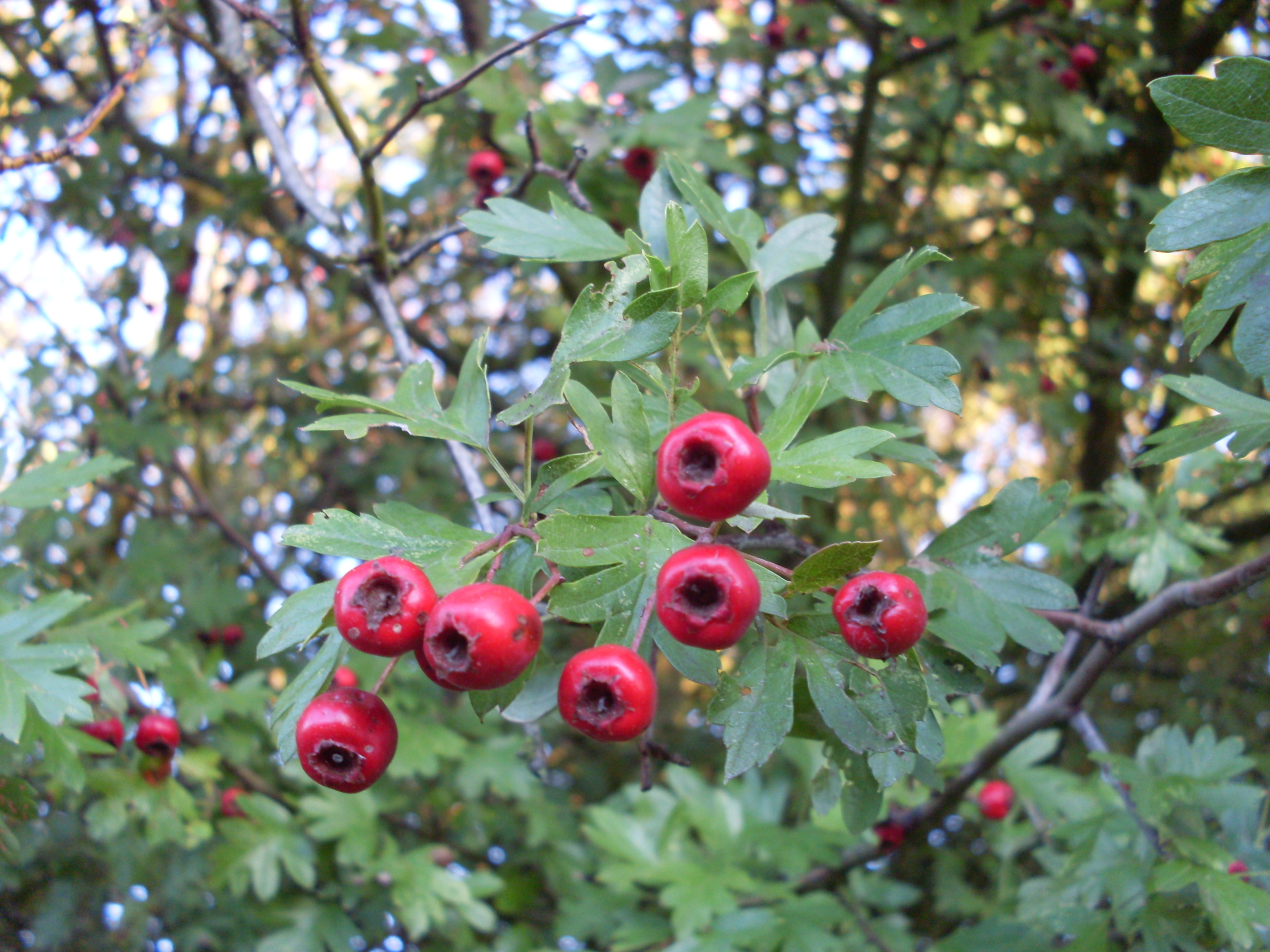
میوه زالزالک